# 국도 제264호선 (일본)

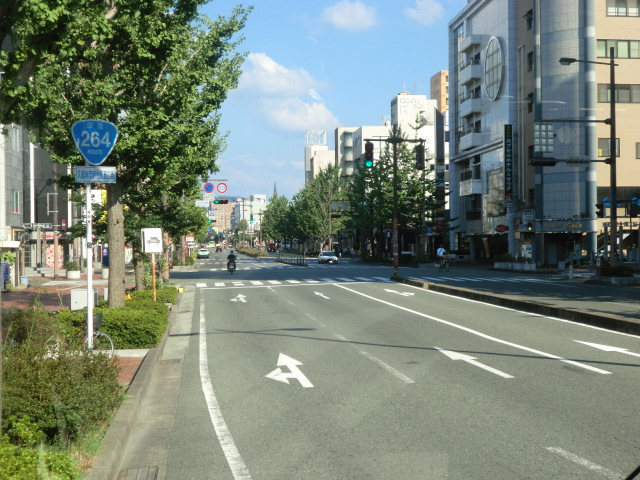
구루메시 히요시마치

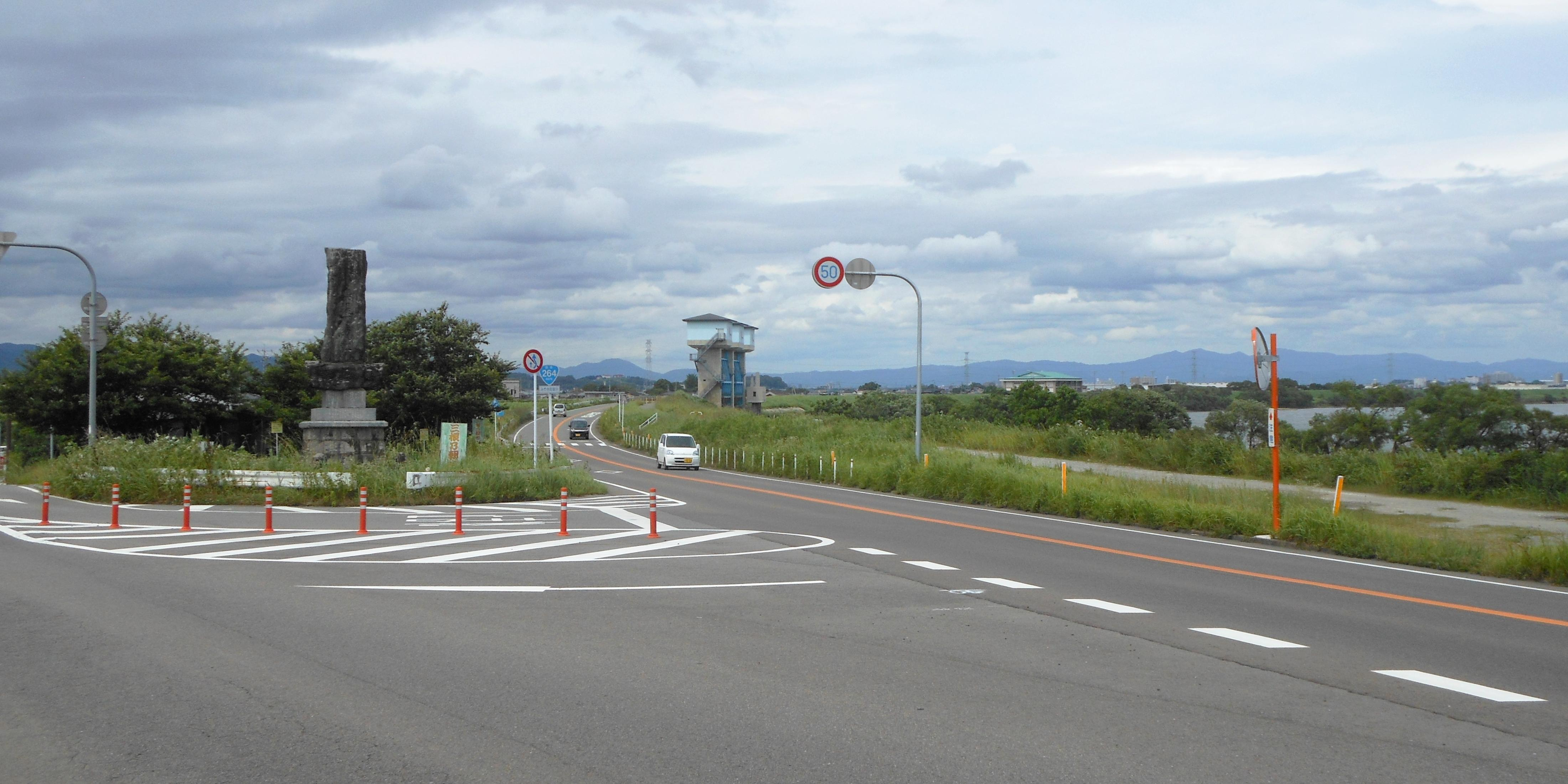
미야기초 동측 부분. 지쿠고강의 우측 강변을 따라 제방을 통과하고 있다.

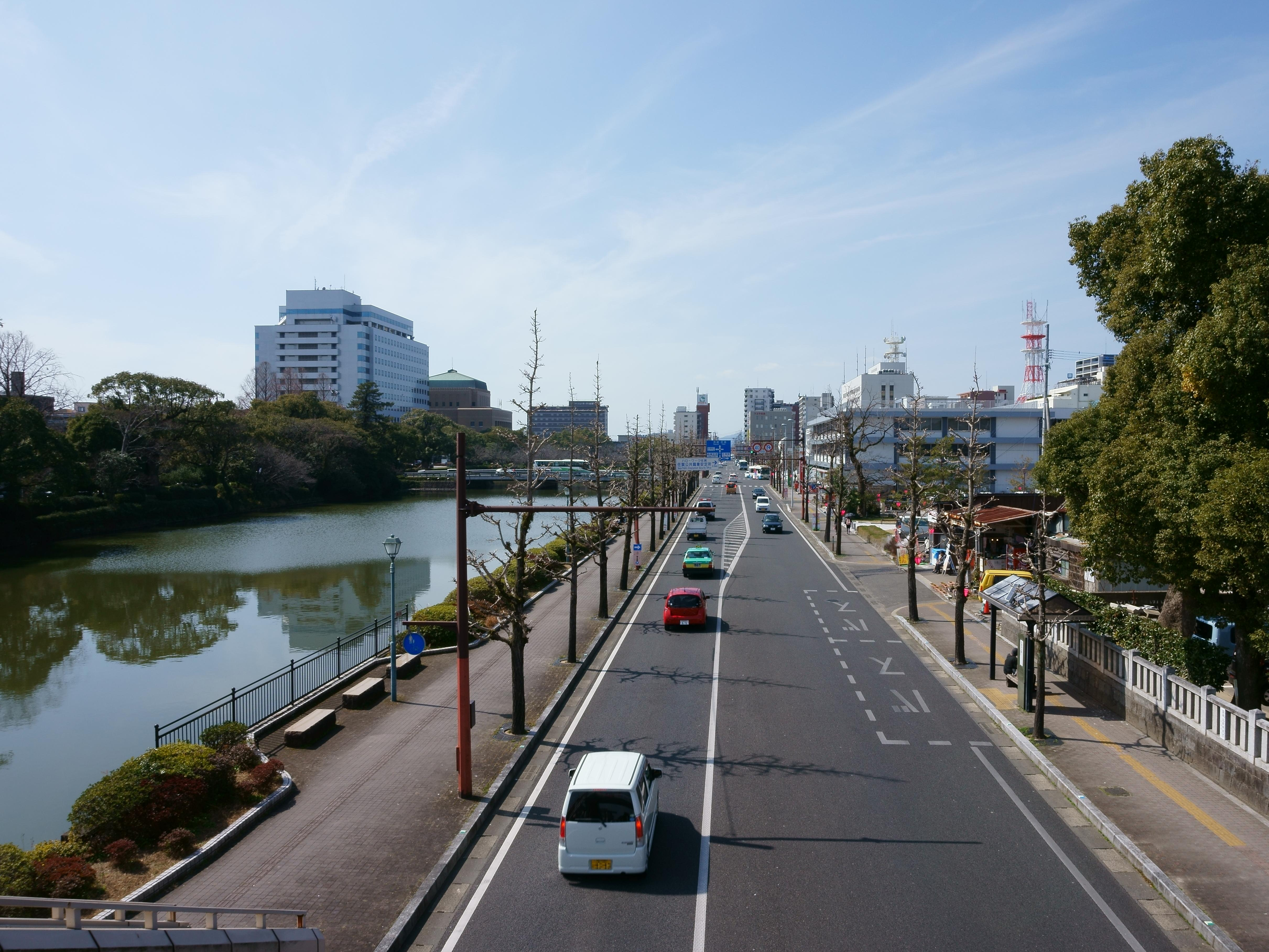
사가시 마쓰바라. 왼쪽에는 사가성의 호리와 사가현 청사가 각각 마주하고 있다.

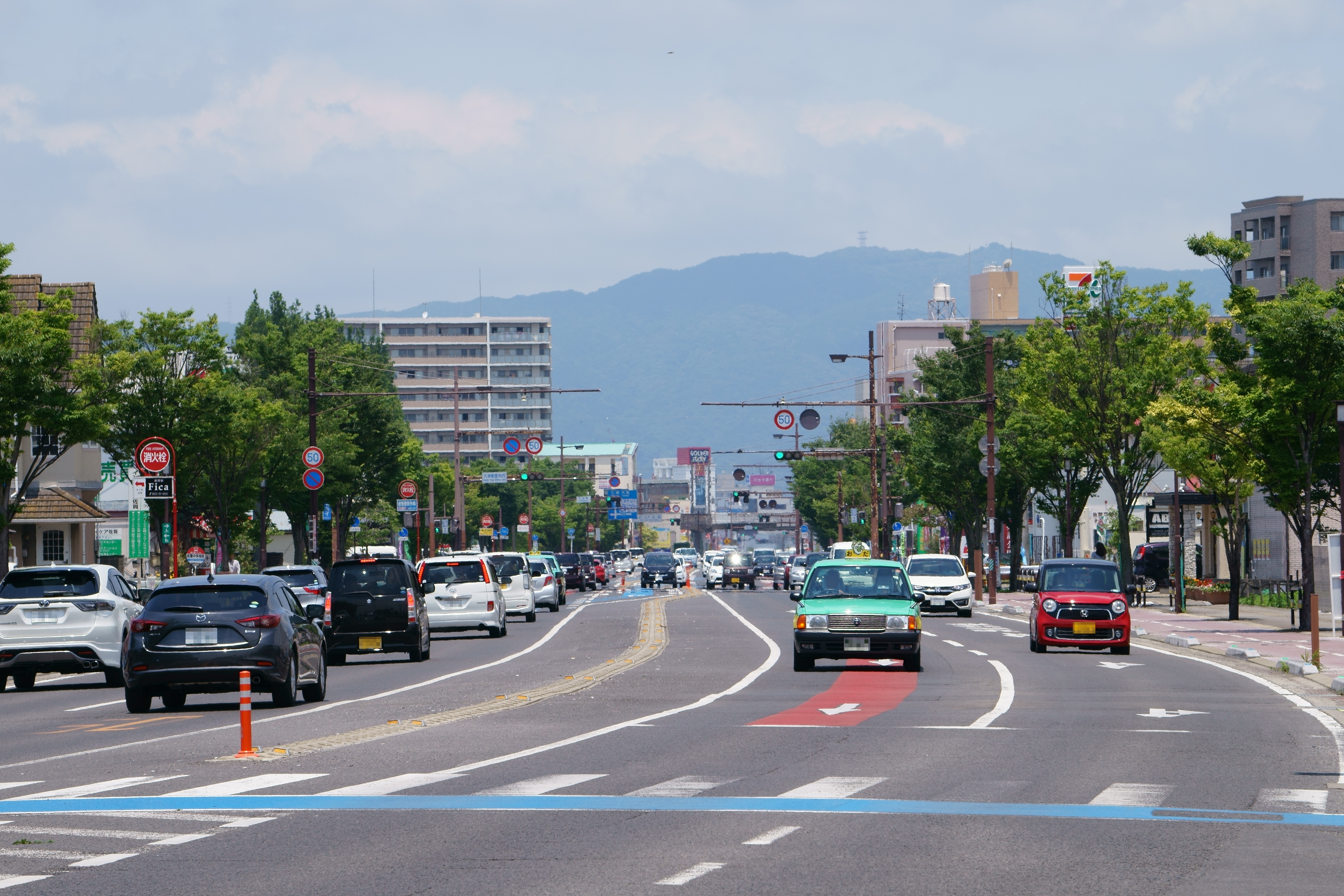
사가시 다후세 (보세키도리)

일본 264번 국도(일본어: 国道264号→국도 264호)는 사가현 사가시에서 출발하여 같은 현의 간자키시를 거쳐 후쿠오카현 구루메시까지 이어주는 총 연장 26.4 km의 거리를 가진 일본의 일반 국도 노선이다. 

## 개요
이 도로는 마메즈바시에서 나와테마치 교차로까지는 교통량이 급증함에도 불구, 왕복 2차선 짜리의 도로에서는 선형이 이루어지지 못하고 출퇴근 시간대를 위주로 혼잡이 심각한 상태를 가진 도로이기도 하다.

### 노선 정보
- 기점: 사가현 사가시 (국립병원 앞 교차로 = 국도 제34호선의 교점이자 국도 제203호선과 국도 제263호선의 종점이기도 하며 국도 제323호선의 기점)
- 종점: 후쿠오카현 구루메시 (무쓰몬 교차로 = 국도 제209호선의 교점)
- 총 연장: 26.4 km
- 중용 연장: 없음
- 미공용 연장: 없음
- 실제 연장: 26.4 km
  - 현도: 26.4 km
  - 구도, 신도: 각각 없음
- 지정 구간: 없음

## 연혁
- 1963년 4월 1일: 2급 국도 제264호 사가~구루메 선(사가현 사가시 - 후쿠오카현 구루메시)으로 지정 시행
- 1965년 4월 1일: 1, 2급 구분을 없애고 일반 국도 제264호선으로 형간 전환
- 2012년 3월 24일: 마메즈 바이패스 개통

## 지리

### 통과하는 지자체
- 사가현
  - 사가시 - 간자키시 - 미야키군 미야키정
- 후쿠오카현
  - 구루메시

### 교차하는 도로
- 국도
  - 국도 제34호선
  - 국도 제203호선
  - 국도 제263호선
  - 국도 제323호선
  - 국도 제207호선
  - 국도 제385호선
  - 국도 제209호선
- 현도
  - 사가현도 제267호선
  - 사가현도 제54호선
  - 사가현도 제30호선
  - 사가현도·후쿠오카현도 제15호선
  - 사가현도 제51호선
  - 사가현도 제333호선
  - 사가현도 제48호선
  - 사가현도 제211호선
  - 사가현도 제210호선
  - 사가현도·후쿠오카현도 제133호선
  - 사가현도·후쿠오카현도 제138호선
  - 사가현도·후쿠오카현도 제19호선
  - 사가현도·후쿠오카현도 제145호선
  - 사가현도 제22호선
  - 후쿠오카현도 제47호선
  - 후쿠오카현도 제23호선
  - 후쿠오카현도 제753호선

### 교차하는 철도
- 나가사키 본선
- 가고시마 본선
- 큐슈신칸센

### 버스 노선
사가시, 구루메시 등을 환승할 필요 없이 직선으로 오가는 노선 버스들 중 니시테쓰 버스의 사가·본사의 대다수 노선들이 이 도로를 통과하고 있다.